# Чарльз Гогі
Чарльз Джеймс Гогі (ірл. Cathal Séamas Ó hEochaidh; 16 вересня 1925 — 13 червня 2006) — ірладндський політик, тричі обіймав посаду прем'єр-міністра країни.

## Життєпис
Народився у багатодітній родині ірландського офіцера, який воював у лавах ІРА за часів боротьби за незалежність у 1919—1921 роках. Вищу економічну та юридичну освіту здобував в Університетському коледжі Дубліна та Кінгс-інн. У 1939—1945 роках служив у частинах самооборони. 9 травня 1945 року разом з кількома друзями на центральній площі Дубліна спалив британський прапор на знак протесту проти відсутності ірландського серед прапорів країн-переможниць, вивішених у Дублінському Триніті-коледжі.
Від 1947 до 1957 року перебував на військовій службі.
1957 року був вперше обраний депутатом Дойл Ерен. У 1960—1961 роках обіймав посаду парламентського секретаря міністра юстиції, після цього до 1966 року очолював міністерство юстиції. Одночасно у 1964—1966 роках — міністр сільського господарства та рибальства. Від 1966 до 1970 року був міністром фінансів. На тій посаді домігся безкоштовного проїзду пенсіонерів у громадському транспорті та субсидування виплат за електроенергію для них, надання спеціальних податкових пільг для інвалідів і діячів культури. Вийшов у відставку внаслідок політичного скандалу, коли з'ясувалось, що Гогі і міністр сільського господарства Нейл Блені організували канал незаконних поставок зброї для ІРА в Північній Ірландії.
1972 року Гогі став віце-президентом партії Фіанна Файл, а від 1974 року — її почесним секретарем. У 1977—1979 роках очолював міністерство охорони здоров'я та соціального забезпечення. Після відставки Лінча 7 грудня 1979 року був обраний лідером парламентської фракції Фіанна Файл, а 11 грудня очолив уряд.
Йому довелось керувати країною за умов глобальної енергетичної кризи. Дії його кабінету призвели до зростання зовнішнього боргу Ірландії. Незважаючи на перемогу Фіанна Файл на виборах 1981 року, Фіне Гел разом з Лейбористською партією зуміли сформувати коаліційний уряд.
Нові дострокові вибори у лютому 1982 року знову принесли успіх партії Фіанна Файл (47,3 %), втім уже у жовтні того ж року парламент не підтримав економічну програму другого кабінету Гогі, що привело до його відставки та нових виборів.
У 1987—1992 роках втретє очолював ірландський уряд. У той період бюджет був серйозно скорочений, податкова система переорієнтована на підтримку підприємництва та зайнятості, запропоновано план створення міжнародного центру фінансових послуг (IFSC) у Дубліні.